# Ујеж
„Ујеж” је југословенски ТВ филм из 1974. године. Режирала га је Вида Огњеновић која је написла и сценарио по делу Бранислава Нушића.

## Улоге
| Глумац            | Улога                   |
| ----------------- | ----------------------- |
| Ђурђија Цветић    | Равијојла Лазић         |
| Ђорђе Јелисић     | Марко Лазић             |
| Добрила Илић      | Милеса Арсић            |
| Бора Тодоровић    | Аранђел Арсић           |
| Огњанка Огњановић | Косара Хаџи Продановић  |
| Драган Зарић      | Миленко Хаџи Продановић |
| Рената Улмански   | Анђелија Живановић      |
| Еуген Вербер      | Вилотије Живановић      |
| Гордана Марић     | Катарина Петровић       |
| Јосиф Татић       | Танасије Петровић       |

Остале улоге ▼
| Глумац                 | Улога            |
| ---------------------- | ---------------- |
| Соња Јауковић          | Милица Спасић    |
| Војислав Воја Брајовић | Миладин Спасић   |
| Нада Блам              | Паулина Јанковић |
| Ђорђе Јовановић        | Живота Јанковић  |
| Зорица Мирковић        | Софија           |
| Љиљана Јовичић         | Марица           |
| Јелисавета Татић       | Дете             |